# Oscar Gustave Rejlander
Oscar Gustave Rejlander (Zweden, 1813 - Clapham, Londen 18 januari 1875) was een Engels fotograaf uit het victoriaanse tijdperk en een pionier van de kunstzinnige fotografie.

## Leven en werk
Rejlander was de zoon van een Zweeds steenhouwer en legerofficier. Zijn precieze geboortedatum en -plaats is onbekend. Hij studeerde aan de kunstacademie in Rome, waar zijn interesse in de fotografie werd gewekt. Na zijn studie, in 1846, vestigde hij zich in Engeland, in Wolverhampton, waar hij een fotostudio opende. Hij maakte vooral portretten en genrestukken, maar ook erotische foto’s. Bekend werd een serie foto’s van de straatprostituee Charlotte Baker. In 1862 verhuisde Rejlander naar Londen en opende daar een nieuwe studio. In Londen maakte hij naam door zijn foto’s van straatkinderen. In deze periode werkte hij ook veelvuldig samen met Julia Margaret Cameron.

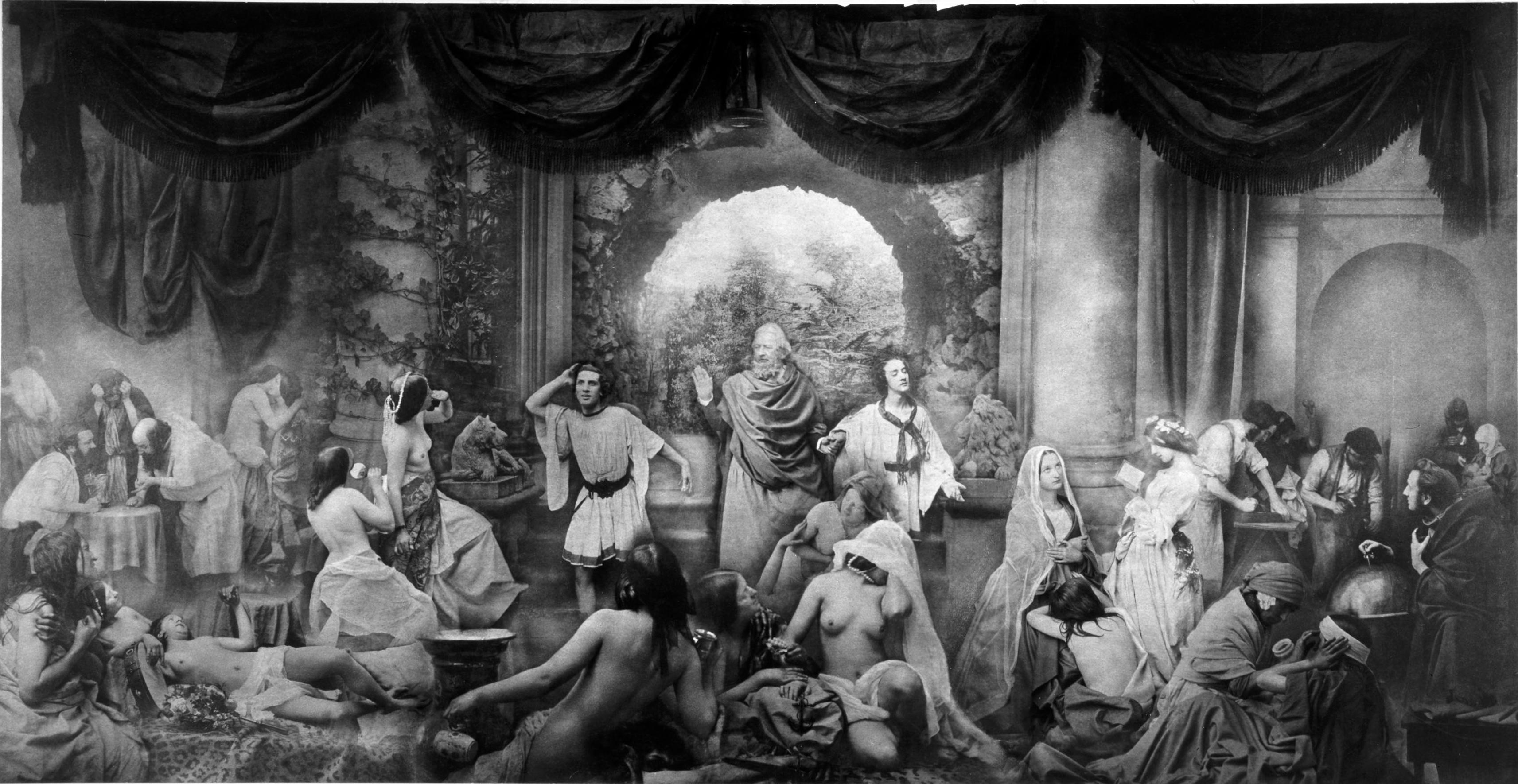
The ways of life, 1857

Rejlander stond bekend om zijn fotografische experimenten. Hij schreef tal van artikelen over de kunst en techniek van het fotograferen en wordt wel beschouwd als de ‘vader’ van de fotomontage en de combinatiedruk, een procedé waarbij twee foto’s in één afdruk werden gecombineerd. Veel succes had hij met zijn allegorische foto The two ways of life (1857) op een grote expositie te Manchester. Aanvankelijk werd “The two ways of life” door velen als controversieel beschouwd vanwege het erotische karakter, maar de kritiek verstomde in belangrijke mate toen koningin Victoria een kopie ervan bestelde. Het betekende hoe dan ook zijn doorbraak in de kunstwereld, wat voor een fotograaf in die tijd een redelijk unicum was.
Rejlander was bevriend met Lewis Carroll, die zijn vroege kinderfoto’s verzamelde en uitgebreid met hem correspondeerde over technische vraagstukken van de fotografie. Ook was hij goed bekend met Charles Darwin en voorzag hij diens boek The Expression of the Emotions in Man and Animals (1872) van fotografische illustraties. In 1862 huwde Rejlander Mary Bull, die sinds haar veertiende zijn model was geweest. Rond 1874 werd Rejlander serieus ziek en hij overleed begin 1875, in diepe schulden. De The Edinburgh Photographic Society richtte een fonds op om zijn weduwe te onderhouden.

## Galerij

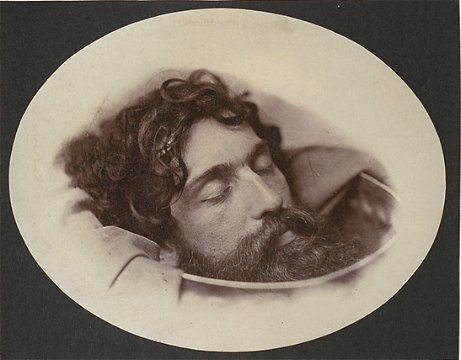
St. John the Baptist
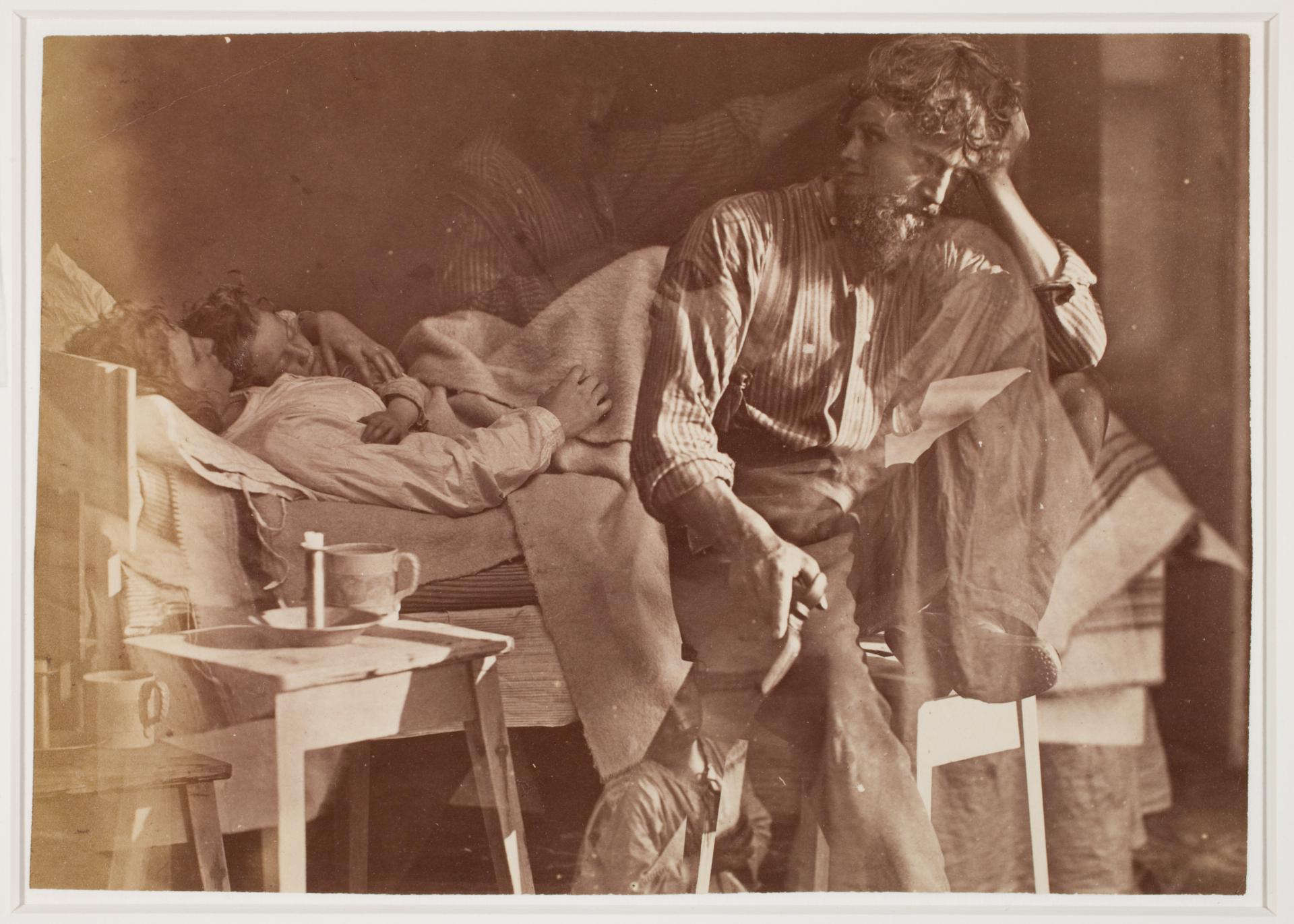
Hard Times
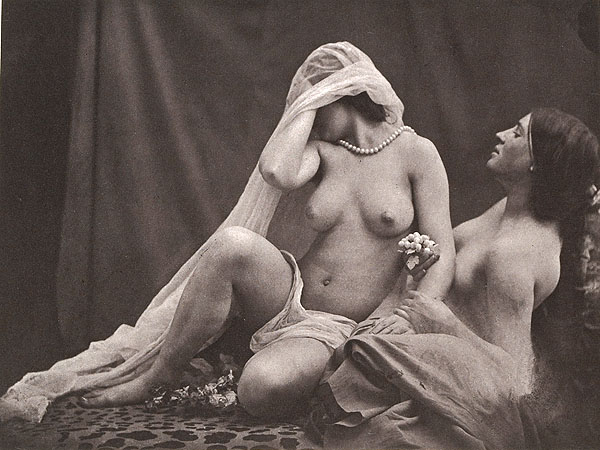
The two ways of life (detailfoto), 1857
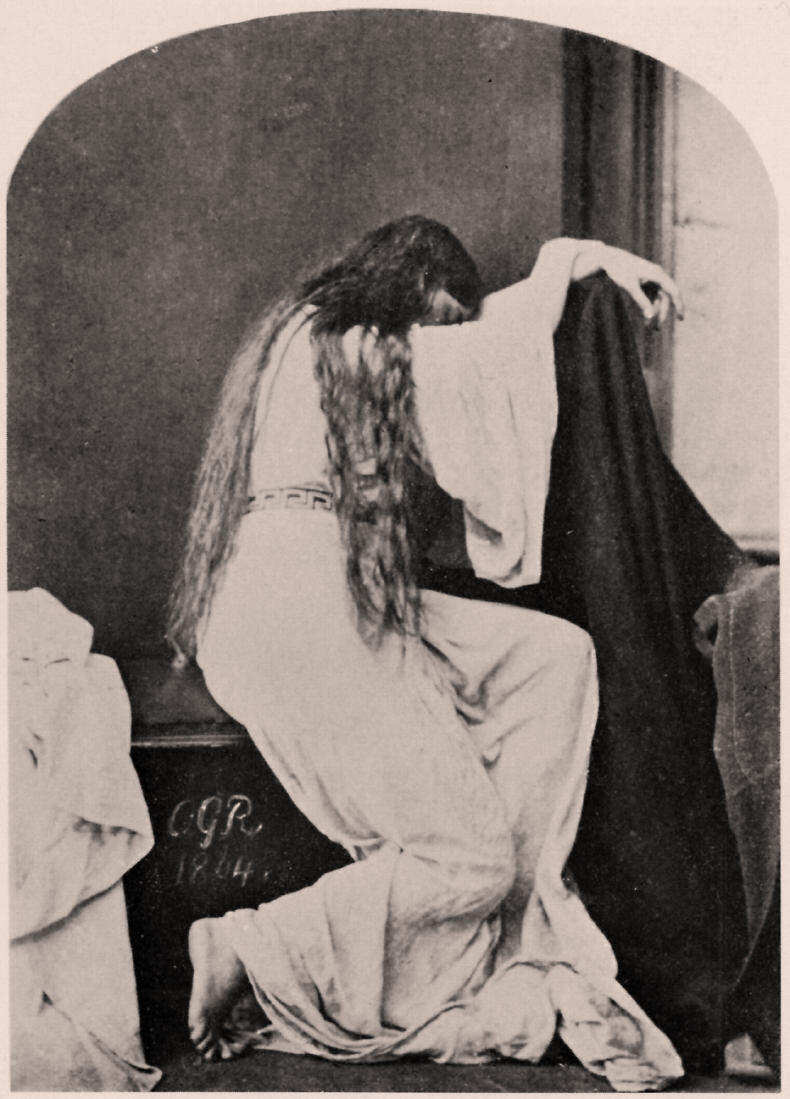
Allegory
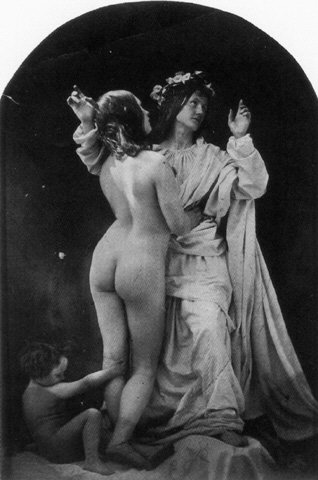
Allegory
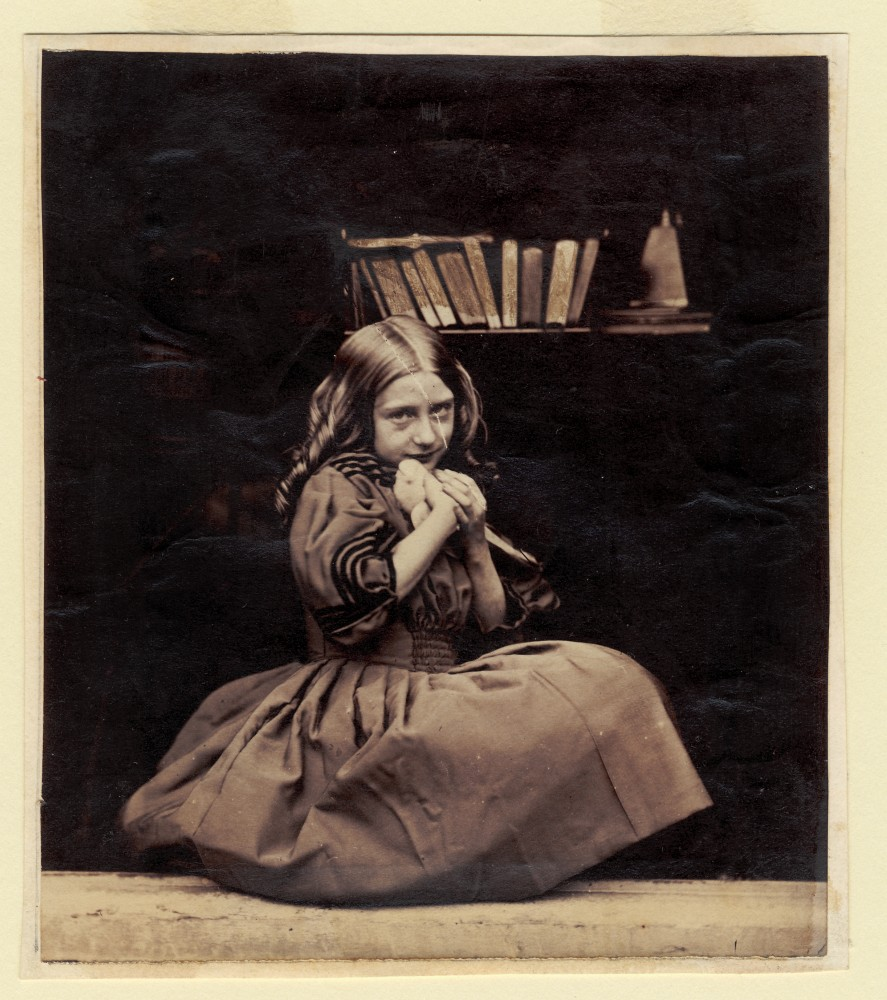
Young girl holding a bird
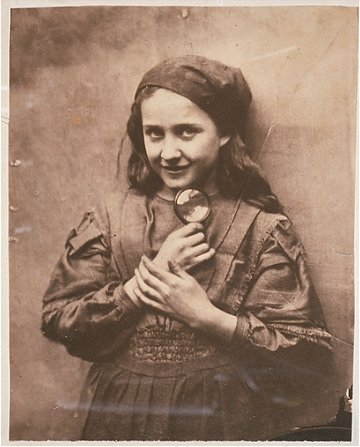
Young girl holding a mirror, 1857
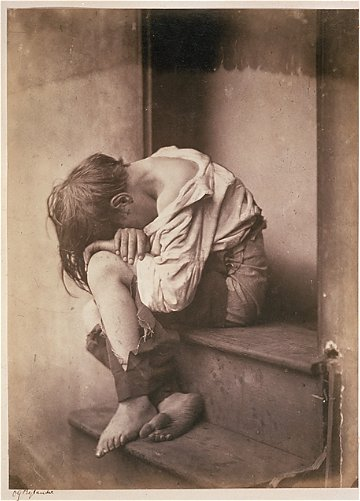
Homeless
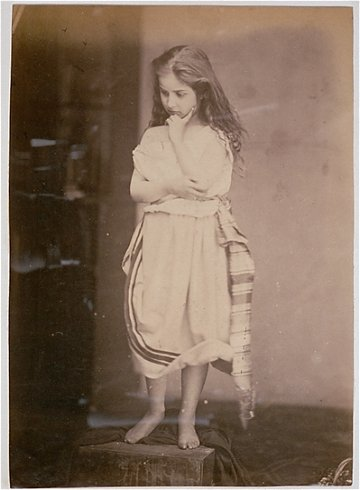
Pensive young girl
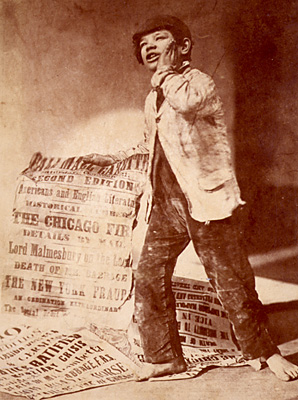
Newspaper boy
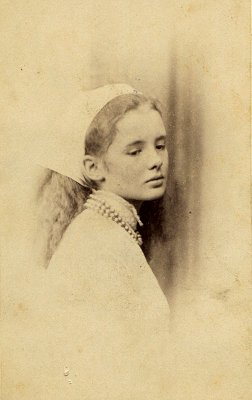
Miss Mander
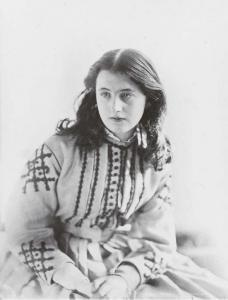
Miss Constable
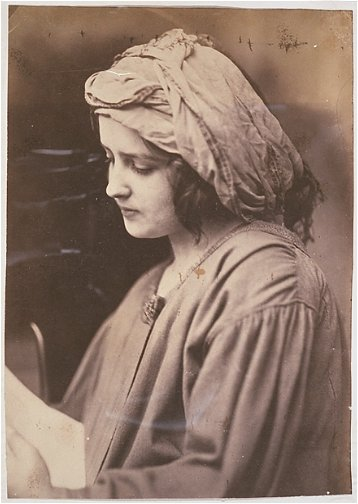
Woman reading a letter
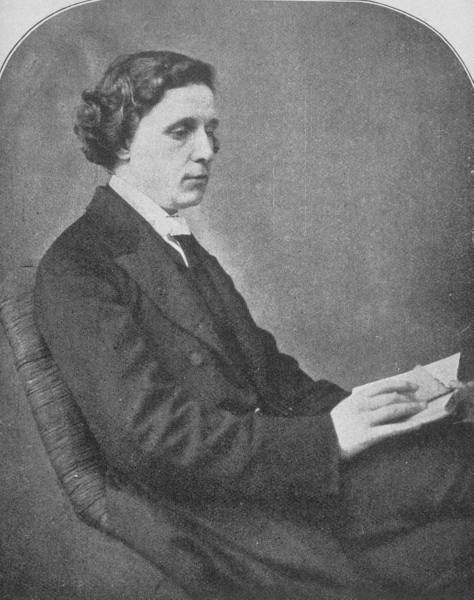
Lewis Carrol, 1863
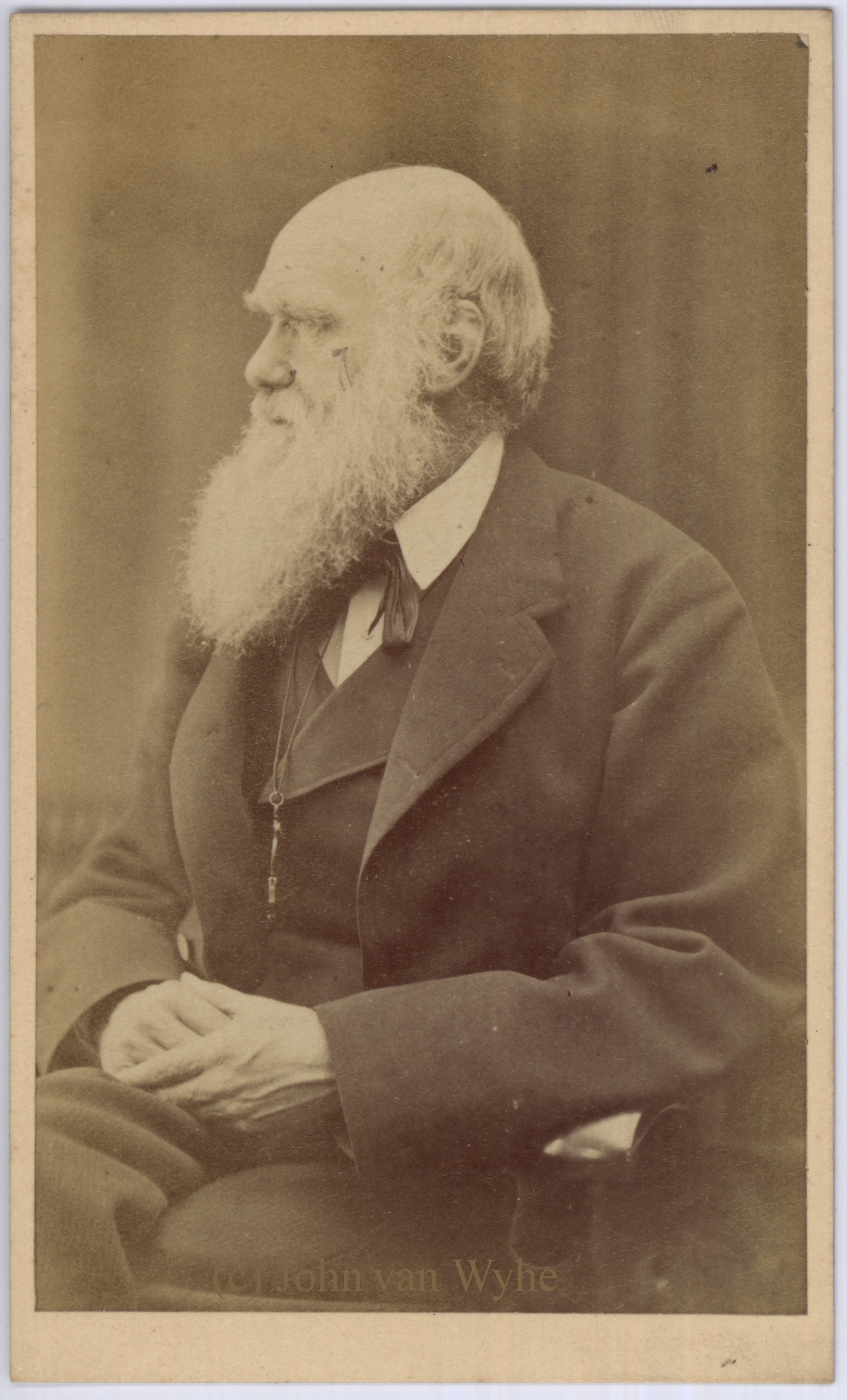
Charles Darwin, 1871